# Iglenik pri Veliki Loki
Iglenik pri Veliki Loki este o localitate din comuna Trebnje, Slovenia, cu o populație de 50 de locuitori.